# ツイン・ピークス/ローラ・パーマー最期の7日間
『ツイン・ピークス/ローラ・パーマー最期の7日間』（原題：Twin Peaks: Fire Walk with Me）は、1992年公開の米仏合作映画である。

## 概要
テレビ・ドラマとして、1990年から1991年にかけて、全30話を放送した『ツイン・ピークス（以下、オリジナル・シリーズと呼称）』は、米国にとどまらず、世界規模の人気を獲得するに至った。そうした世界的熱狂のうちに、待望の劇場用作品として制作されたのが本作である。

## あらすじ
ワシントン州の北西部に位置するディア・メドウという田舎町にて、殺人事件が発生した。町内のウィンド川において、テレサ・バンクスという17歳の少女が、他殺体となって発見されたのである。
FBIフィラデルフィア支局のチェスター・デズモンド特別捜査官は、ゴードン・コール地方捜査主任の指示を受けて、捜査を開始する。コールの暗喩によれば、今回の殺人事件には、“青いバラ”が関係するらしい。やがてデズモンドは、鑑識員のサム・スタンリーと共に地元のディア・メドウ保安官事務所が看過していた新証拠を発見するに至る。
にもかかわらず、バンクス殺害事件は未解決に終わってしまう。捜査の中途にあって、デズモンドが突然の失踪を遂げたのである。しかしながら、その捜索にあたったデイル・クーパー特別捜査官は、鋭敏なる直感によって事件の再発を予言するのであった。
1年後、ディア・メドウの北東に隣接する田舎町のツイン・ピークスにて、ローラ・パーマーは17歳になっていた。輝くばかりの美貌は、どことなく亡きバンクスを髣髴とさせた。しかしながら、その内面は荒廃するばかりであった。一見すると、ローラの高校生活は平凡極まるものに過ぎない。しかしながら、その実態はコカインに依存しながら複数の異性と関係する自堕落の日々だったのである。その葛藤を知るのは、唯一ローラが綴っている秘密の日記帳のみであった。
そんなある日、日記帳の数ページが何者かによって破り取られる事件が発生する。ローラは、愕然としながらも“ボブ”の仕業である事を直感する。“ボブ”はローラが12歳の時からその身辺につきまとう、正体不明の怪人物であった。

## 主な登場人物
※オリジナル・シリーズにおいて既出の登場人物については、省略する。
テレサ・バンクス
ディア・メドウの住人。
1988年2月9日、後頭部への殴打によって撲殺された。執拗なまでの殴打は、頭蓋骨陥没を生じるほどであった。
発見当時は、透明のプラスティック・シートが死体を梱包していた。左手・薬指の爪には、“T”の印字がある小型の紙片を挿入されていた。また、その薬指からは、指輪が紛失していた。フクロウの図案を刻印した、翡翠の指輪である。
殺害の1ヶ月前、どこからともなくディア・メドウへと姿を現した。その後、地元のハップス・ダイナーにて、ウエイトレスの職を得る。他殺体となって発見された際に着用していたのも、その制服であった。
生前は、遅刻の常習者にして、コカインの常習者でもあった。その薬効ゆえか、殺害の3日前から左腕が麻痺していたという。
後述の『クーパーは語る』によれば、1970年7月11日、ワシントン州タコマにて生を受けた。ミドル・ネームは、メアリーである。12歳の時に、両親のエレンとロニーが交通事故死を遂げた事で州立施設に収容された。しかしながら、15歳に至って脱走を遂げる。そして、放浪生活の末にディア・メドウへと漂着するのであった。
チェスター・“チェット”・デズモンド
FBIフィラデルフィア支局の特別捜査官。
推理と腕力、両方に優れる。
事件解決のためならば、地元警察との軋轢や、実力行使をも厭わない。
削除場面によれば、その腕力は鉄線を折り曲げるほどである。
サム・スタンリー
FBIフィラデルフィア支局の鑑識員。
鑑識能力は申分がない。つい先日も、“ホワイトマン事件”なる難事件を解決したばかりである。
御人好しらしく、いささか要領が悪い。
削除場面によれば、テレサ・バンクスの検死において使用される機材は、スタンリーの自作である。自宅アパートは、自作の鑑定機材によって埋めつくされている。また、何かにつけて必要経費を計算する癖がある。
フィリップ・ジェフリーズ
FBIフィラデルフィア支局の特別捜査官。
約2年もの間消息を絶っていたものの、チェット・デズモンドの失踪直後、忽然としてFBIフィラデルフィア支局へと帰還する。
どうやら失踪期間中、“ジュディ”なる存在を介して途方もない経験を味わったらしい。その言に従えば、“それは、夢だった。我々は、夢の中を生きている”と、いう事になる。しかしながら、支離滅裂の言動は、居合わせたデイル・クーパーらをただただ困惑させる。
削除場面によれば、ジェフリーズの帰還は、1989年2月16日とされている。テレサ・バンクス殺害事件およびデズモンド失踪事件の1年後である。後述の『シークレット・ヒストリー』および『ファイナル・ドキュメント』は、削除場面での日付設定に、準拠している。
『シークレット・ヒストリー』および『ファイナル・ドキュメント』によれば、ヴァージニア州の名家にて、生を受けた。1人息子である。
FBIへの入局は、1968年である。ゴードン・コールとは、FBIアカデミーの同期生にあたる。FBIアカデミーでの成績は、コールに次ぐ第2位であった。
1986年、アルゼンチンのブエノス・アイレスにて潜入捜査を開始する。その目的は、ある国際的犯罪組織の全貌解明にあった。しかしながら、“ジュディ”なる黒幕の存在を、突き止めてからというものの、その行方は杳として知れなかった。
削除場面によれば、FBIフィラデルフィア支局への帰還と、時を同じくして、どういうわけかブエノス・アイレスのパルム・デラックス・ホテルにおいても、ジェフリーズの姿が目撃されている。『シークレット・ヒストリー』および『ファイナル・ドキュメント』もまたこの目撃情報を採用している。
カール・ロッド
ファット・トラウト・トレーラー・パークの管理人。
テレサ・バンクスの関係者にあたる。バンクスはこの1ヶ月間、ツイン・ピークスにも程近いファット・トラウト・トレーラー・パークにて居住していた。
かつては、バンクスと同様、放浪生活を送っていた。
特技は、アコースティック・ギターの演奏および歌唱である。その一方で早起きを不得手とする。
一見するとぶっきらぼうであるものの、住民の様子をいつも気にかけている。
『シークレット・ヒストリー』によれば、元々は、ツイン・ピークスの出身である。1947年9月8日、ゴーストウッド国有林のパール・レイクにて、マーガレット・ランターマン（旧姓・コウルソン）と共に失踪した、クラスメイトの一人でもある。その右膝・裏側には、やはり幾何学模様の傷痕が残されている。

## 配役
| 役名                           | 俳優                         | 日本語吹替 | 日本語吹替   |
| 役名                           | 俳優                         | ソフト版   | テレビ東京版 |
| ------------------------------ | ---------------------------- | ---------- | ------------ |
| ローラ・パーマー               | シェリル・リー               | 小山茉美   | 小山茉美     |
| リーランド・パーマー           | レイ・ワイズ                 | 堀勝之祐   | 小川真司     |
| シェリー・ジョンソン           | メッチェン・アミック         | 渡辺美佐   |              |
| ボビー・ブリッグス             | ダナ・アシュブルック         | 檜山修之   | 平田広明     |
| ロネット・ポラスキー           | フィービー・オーガスティン   | 沢海陽子   | 沢海陽子     |
| フィリップ・ジェフリーズ       | デイヴィッド・ボウイ         | 大塚芳忠   | 松本大       |
| レオ・ジョンソン               | エリック・ダ・レー           | 大塚明夫   |              |
| アルバート・ローゼンフィールド | ミゲル・フェラー             |            | 園江治       |
| テレサ・バンクス               | パメラ・ギドリー             | 色川京子   |              |
| アニー・ブラックバーン         | ヘザー・グラハム             | 沢海陽子   |              |
| チェット・デズモンド           | クリス・アイザック           | 大塚明夫   | 田中正彦     |
| ドナ・ヘイワード               | モイラ・ケリー               | 佐々木優子 | 引田有美     |
| ノーマ・ジェニングス           | ペギー・リプトン             |            |              |
| ゴードン・コール               | デイヴィッド・リンチ         | 村松康雄   | 有本欽隆     |
| ジェームズ・ハーリー           | ジェームズ・マーシャル       | 大塚芳忠   | 松本保典     |
| ウッズマン                     | ユルゲン・プロホノフ         |            | 園江治       |
| カール・ロッド                 | ハリー・ディーン・スタントン | 千田光男   | 山野史人     |
| サム・スタンリー               | キーファー・サザーランド     | 伊藤和晃   | 牛山茂       |
| ハロルド・スミス               | レニー・フォン・ドーレン     |            | 磯部弘       |
| セーラ・パーマー               | グレイス・ザブリスキー       |            |              |
| マイク・ネルソン               | ゲイリー・ハーシュバーガー   |            |              |
| デイル・クーパー               | カイル・マクラクラン         | 原康義     | 原康義       |

## 用語
ガルモンボジーア
“別の場所から来た男”および“マイク”が、“痛みと悲しみ”と定義する、クリーム・コーン状の存在。“別の場所から来た男”が、経口摂取するところをみると、食料の可能性もある。また、のちのリミテッド・イベント・シリーズにおいても、クリーム・コーン状の吐瀉物が登場する。この吐瀉物は、接触した一般人を入院させるほどの強毒性を有している。

## 製作
1991年6月10日放送のセカンド・シーズン最終話をもって、オリジナル・シリーズの制作は中断された。放送局のABCが、視聴率低下を理由にそれ以上の制作続行を許可しなかったのである。その決定を受けると、企画兼製作総指揮のデイヴィッド・リンチは、すぐさま『ツイン・ピークス』の映画化へと着手した。物語の中心人物にあたる、ローラ・パーマーへの愛惜を、如何ともしがたかったのである。フランスの映画会社・CIBY2000との間に、契約が成立すると本作の制作はいよいよ本格化に至る。
しかしながら、その制作経緯は紆余曲折を経た。ドナ・ヘイワード役のララ・フリン・ボイルと、オードリー・ホーン役のシェリリン・フェンは、オリジナル・シリーズの終了を受け、すでに次回作の撮影を開始していたのである。その上、主演のカイル・マクラクランが、本作への継続出演に対して難色を示した。俳優としてのイメージが、デイル・クーパーの役柄へと、固定化される事態を危惧したのである。
検討の結果、オードリーについては、出番そのものが削除される事となった。オードリーの登場場面は、必ずしも物語の展開において重要ではなかったのである。しかしながら、ドナのそれまで削除するわけにはいかなかった。そこで採られた解決策が、代役の起用であった。その結果、ドナ役はボイルに代わってモイラ・ケリーが、演じる事となった。そして、マクラクランの出演了承がようやく得られた事で、本作は撮影開始となったのであった。
本作の撮影は、ワシントン州スノカルミーにて、1991年の秋季に実施された。スノカルミーは元々序章の撮影地にあたる。オリジナル・シリーズを特徴づける茫漠とした自然描写は、スノカルミーの土地柄によるところが大である。にもかかわらず、序章の完成後、現地での本格的撮影は絶えて久しかった。ファースト・シーズンおよびセカンド・シーズンの大部分は、カリフォルニア州ロサンゼルスでの撮影を余儀なくされたのである。スノカルミーでの本作撮影は、いわば原点回帰であった。
しかしながら、撮影終了後の編集作業によって、またしても問題が生じてしまう。編集の結果、本作の上映時間はなんと5時間にも及んでしまう事実が判明したのである。『ツイン・ピークス』の特徴は、数多の登場人物が交錯する複雑な群像劇にある。しかしながら、そうした人間関係を1個の映画へと集約するのはいかにも、無理があった。再編集によって、本作の上映時間はどうにか2時間15分にまで削ぎ落とされた。しかしながらその代償として、オードリーばかりでなく、多数の登場人物がその出番を割愛される結果となってしまった。

### 削除場面について
本作については、削除場面を復元した完全版の公開が取沙汰される事もあった。リンチの証言などによって、削除場面の存在そのものはかねてより周知の事実だったのである。しかしながら、噂に反して実際の映像が日の目を見る事はなかった。公開の機会に恵まれたのは、2014年に至っての事である。
2014年7月29日、リミテッド・イベント・シリーズの放送開始に先駆けて、『ツイン・ピークス　完全なる謎』が発売された。これは、本作およびオリジナル・シリーズを初めて、Blu-ray化したボックス・セットである。その特典映像として、本作の削除場面が公開された。
『ツイン・ピークス　完全なる謎』収録の削除場面は、1時間30分の作品として再編集されている。その内容は、“Missing Pieces”の副題が物語るように、新旧の『ツイン・ピークス』を補完するものである。さらに、2017年7月1日には、WOWOWプライムがリミテッド・イベント・シリーズの先行放送に合わせて、『ツイン・ピークス　もうひとつのローラ・パーマー最期の7日間』の邦題で無料放送した。

## 関連商品

### 書籍
※以下の書籍においては、本作の内容に相違する記述も見受けられる。
ツイン・ピークス　ローラの日記
著：ジェニファー・リンチ　訳：飛田野裕子　発行：扶桑社、角川書店　発売日：1991年6月27日（扶桑社版）、2017年7月25日（角川書店版）　ISBN 4-594-00764-3（扶桑社版）、ISBN 978-4041057438（角川書店版）
ハロルド・スミスに託されたローラ・パーマーの日記帳を、書籍化したもの。12歳を迎える1984年の誕生日から、殺害直前にかけて、ローラの真実を暴露する。
ツイン・ピークス　クーパーは語る
著：スコット・フロスト　訳：飛田野裕子　発行：扶桑社　発売日：1991年11月28日　ISBN 4-594-00836-4
デイル・クーパーが録音してきた膨大なるテープの内容を、書籍化したもの。テープ・レコーダーを贈られた1967年のクリスマスから、ツイン・ピークス訪問直前にかけて、クーパーの半生をつまびらかにする。
ツイン・ピークス　シークレット・ヒストリー
著：マーク・フロスト　訳：藤田美菜子　発行：角川書店　発売日：2017年7月28日　ISBN 978-4041057452
ルース・ダヴェンポートの自宅アパートにて発見された文書に、タミー・プレストンが注釈を加えたもの。19世紀の開拓時代にさかのぼって、ツイン・ピークスの歴史が詳述される。
ツイン・ピークス　ファイナル・ドキュメント
著：マーク・フロスト　訳：藤田美菜子　発行：角川書店　発売日：2017年12月22日　ISBN 978-4041057469
プレストンによる事件関係者の追跡調査を書籍化したもの。オリジナル・シリーズ以降、リミテッド・イベント・シリーズにかけての空白部分を補完する。

### CD
ツイン・ピークス/ローラ・パーマー最期の7日間　オリジナル・サウンドトラック
発売：ワーナー・ブラザース　発売日：1992年8月11日
サウンドトラック。本編での使用曲に加えて、オリジナル・シリーズの楽曲も収録する。

### DVD
ツイン・ピークス/ローラ・パーマー最期の7日間
発売：パイオニアLDC　発売日：2002年9月26日
映像特典を同時収録するものの、PALマスターゆえに、再生時間の問題が生じている。
ツイン・ピークス/ローラ・パーマー最期の7日間
発売：パラマウント・ジャパン株式会社　発売日：2007年11月9日
廉価版として、本編のみを収録する。
ツイン・ピークス/ローラ・パーマー最期の7日間　デイヴィッド・リンチ　リストア版
発売：パラマウント・ジャパン株式会社　発売日：2012年7月13日、2013年8月23日（廉価版）
本編および映像特典を収録。リンチ承認の映像修復が施されている。後発の廉価版は、映像特典を割愛している。
ツイン・ピークス/ローラ・パーマー最期の7日間　4Kリストア版
発売：角川書店　発売日：2017年9月29日
本編および映像特典を収録。4K対応の映像修復が、施されている。リンチの意向によって、チャプターを設定していない。

### Blu-ray
ツイン・ピークス/ローラ・パーマー最期の7日間　デイヴィッド・リンチ　リストア版
発売：パラマウント・ジャパン株式会社　発売日：2012年7月13日、2013年8月23日（廉価版）
本編および映像特典を収録。リンチ承認の映像修復が施されている。後発の廉価版は、映像特典を割愛している。
ツイン・ピークス　完全なる謎
発売：パラマウント・ジャパン株式会社　発売日：2014年7月29日
序章（オン・エア版およびインターナショナル版）を含む、オリジナル・シリーズの全話に加えて、『ツイン・ピークス/ローラ・パーマー最期の7日間』を収録する。映像のデジタルリマスターおよびパッケージ・デザインは、リンチの監修による。映像特典・封入特典を同時収録する。
ツイン・ピークス/ローラ・パーマー最期の7日間　4Kリストア版
発売：角川書店　発売日：2017年9月29日
本編および映像特典を収録。4K対応の映像修復が、施されている。リンチの意向によって、チャプターを設定していない。
ツイン・ピークス　From Z to A Blu-ray BOX
発売：NBCユニバーサル・エンターテイメントジャパン　発売日：2020年2月27日
オリジナル・シリーズ、リミテッド・イベント・シリーズ、『ツイン・ピークス/ローラ・パーマー最期の7日間』に加えて、映像特典を収録する。
『コンプリート・オリジナルシリーズ』、『リミテッド・イベント・シリーズ　Blu-ray BOX』、『完全なる謎』の収録内容に、新規特典が追加される。
25000セットのみの限定販売である。日本においては、Amazon限定商品として、1000セットを販売する。